# Картер, Джимми
Джи́мми Ка́ртер (англ. Jimmy Carter, полное имя Джеймс Эрл Ка́ртер — мла́дший, англ. James Earl Carter Jr.; 1 октября 1924, Плейнс, округ Самтер, штат Джорджия, США — 29 декабря 2024, Плейнс, округ Самтер, штат Джорджия, США) — американский государственный и политический деятель, 39-й президент США (1977—1981) и 76-й губернатор штата Джорджия (1971—1975) от Демократической партии. Лауреат Нобелевской премии мира 2002 года. Первый и единственный президент в истории США, достигший возраста 100 лет. Рекордсмен по пребыванию в статусе экс-президента США — 43 года и 344 дня. Лейтенант ВМС США (1952).
Родился и вырос в Плейнс, Джорджия. В 1946 году окончил Военно-морскую академию и вступил в ряды Военно-морских сил США и закончил службу в 1953 году в звании лейтенанта. После отставки поддержал развивавшееся движение за права чернокожих в США и стал активистом Демократической партии. С 1967 по 1971 год был сенатором штата Джорджия от 14-го избирательного округа, а после окончания срока стал губернатором штата Джорджия. Несмотря на малоизвестность Картера за пределами родного штата, в 1976 году он стал кандидатом на президентских выборах от Демократической партии и победил республиканца Джеральда Форда.
В первые дни на посту президента он объявил амнистию всем уклонившимся от призыва во время Вьетнамской войны, а также принял меры для остановки периода стагфляции. Под его руководством были созданы Министерство образования США и Министерство энергетики США. Картер подписал много федеральных законов: Закон о коррупции за рубежом и Закон о международных чрезвычайных экономических полномочиях (1977), Закон о любительском спорте (1978), Закон о дерегулировании авиакомпаний и Закон об отношениях с Тайванем (1979), Акт о сохранении земель Аляски (1980). Последние годы его президентства сопровождались энергетическим кризисом, захватом американских заложников в Иране и советским вторжением в Афганистан, в ответ на которое он закончил период проведения политики разрядки c СССР и выдвинул свою доктрину. На президентских выборах в 1980 году он потерпел разгромное поражение, уступив Рональду Рейгану. Его президентство оценивается экспертами как «ниже среднего», однако деятельность после ухода с поста президента традиционно оценивается высоко.
После завершения своих полномочий основал центр Картера — некоммерческую организацию по защите прав человека — и впоследствии получил Нобелевскую премию за работу, связанную с этим центром. Он также написал несколько книг, включающих в себя как политические мемуары, так и поэзию. Умер в возрасте 100 лет у себя дома 29 декабря 2024 года.

## Биография

### Ранние годы
Джеймс Эрл Картер—младший родился 1 октября 1924 года в городе Плейнс штат Джорджия, в больнице Wise Sanitarium, где его мать работала дипломированной медсестрой. Таким образом, Картер стал первым президентом США, появившимся на свет в больнице. Ко времени появления на свет Джимми Картера город Плейнс испытывал экономический бум, численность населения составляла 600 человек. В штате Джорджия многие поколения Картеров выращивали хлопок. Он стал старшим сыном в семье предпринимателя Джеймса Эрла Картера — старшего (1894—1953) и его супруги Бесси Лилиан Картер (урождённая Горди; 1898—1983). Предок отца Джимми Картера — англичанин Томас Картер, поселившийся в колонии Виргиния в 1635 году. Джеймс Эрл Картер—старший в ходе Первой мировой войны служил вторым лейтенантом резерва в Корпусе квартирмейстеров армии США, с успехом вёл бизнес, управлял местным универсальным магазином и вкладывал деньги в фермерство. В 1953 году Джеймс Эрл Картер—старший некоторое время был членом Палаты представителей штата Джорджия от избирательного округа Самтер.
В детстве Джимми Картер несколько раз переезжал с семьёй, в итоге обосновавшись в доме на грунтовой дороге в городе Арчери, где жило в основном бедное темнокожее население. В семье появились ещё трое детей: Глория (1926—1990, в замужестве Спанн), Рут (1929—1983, в замужестве Степлтон) и Билли (1937—1988). В детстве у Картера были хорошие отношения с родителями. Его мать часто отсутствовала, поскольку много работала. Отец был ярым сторонником расовой сегрегации но, тем не менее, позволял сыну дружить с детьми темнокожих соседей. С детства Джимми Картер исповедывап баптизм. Джимми Картер был предприимчивым подростком, ему выделили собственный акр земли на отцовской ферме, где он выращивал, упаковывал и продавал арахис. Также он сдавал в аренду часть приобретённого им жилого фонда.

#### Образование
В 1937—1941 годах Джимми Картер учился в хай-скул Плейнса. Окончил 11 классов, так как 12-го класса в школе не было. К этому времени города Арчери и Плейнс были поражены Великой депрессией но в ходе Нового курса президента Ф. Рузвельта семье удалось с выгодой использовать субсидии, выдаваемые фермерам и Джеймс Эрл Картер-старший стал лидером местной общины. Джимми Картер имел репутацию прилежного ученика, увлекавшегося чтением и способного к произнесению речей. Популярный анекдот гласит, что его обошли как лучшего выпускника после того, как он и его друзья прогуляли школу, чтобы прокатиться по центру города на автомобиле хот-род. О прогулах Картера упоминалось в местной газете, хотя неясно, стал бы он в противном случае лучшим выпускником. Джимми Картер играл в школьной команде по баскетболу и вступил в молодёжную организацию «Будущие фермеры Америки», это помогло ему развить интерес к деревообработке, который он ощущал в себе всю жизнь.
Джимми Картер долгое время мечтал поступить в Военно-морскую академию США в Аннаполисе (штат Мэриленд). В 1941 году начал изучать инженерное дело в Юго-Западном колледже г. Америкус (штат Джорджия). Через год Картер перевёлся в Технологический институт Джорджии в столице штата Атланте, президентом института был инженер Блейк ван Лир, знаменитый активист по защите гражданских прав. В ходе учёбы в институте Картер прошёл программы подготовки Учебного корпуса офицеров запаса. В 1943 году Картер получил направление на учёбу в Военно-морскую академию от конгрессмена Стивена Пейса. Картер был прилежным студентом, но считался замкнутым и тихим, не разделяя бытовавшую в Академии практику агрессивной дедовщины по отношению к первокурсникам. Картер выступал за команду Академии Navy Midshipmen по американскому футболу на позиции спринтера. В ходе учёбы у Картера возник роман с Розалин Смит, подругой его сестры Рут. В 1946 году Картер окончил Академию со степенью бакалавра наук, с результатом 60-й из 821 выпускника и вступил в ряды ВМС США в звании энсина. Вскоре после выпуска из Академии, Джимми и Розалин поженились в июне 1946 года и оставались в браке до кончины Розалин 19 ноября 2023 года.

#### Военная служба
С 1946 по 1953 год Картер проходил службу в ВМС США. Служил на Атлантическом и на Тихоокеанском флотах, проживая в Виргинии, на Гавайях, в Коннектикуте и в Нью-Йорке. В 1948 году он поступил на программу подготовки офицеров подводного флота и служил на борту подлодки «Помфрет» (USS Pomfret). В 1949 году Картер был повышен в звании до младшего лейтенанта. Его служба на борту «Помфрета» включала в себя имитацию военного патрулирования в западной части Тихого океана и у китайского побережья с января по март 1949 года. В 1951 году Картер получил назначение на дизель-электрическую подлодку К-1 (USS K-1 (SSK-1), обучился командованию и занимал несколько должностей, включая пост старшего офицера.
В 1952 году Картер начал работать над новой программой атомных подлодок ВМС США, возглавляемой капитаном Хайманом Риковером. Риковер предъявлял высокие требования к своим людям. Позже Картер говорил, что после своих родителей Риковер оказал наибольшее влияние на его жизнь. Картера отправили на трёхмесячную временную службу в отделение военно-морских реакторов Комиссии по атомной энергии в Вашингтоне, округ Колумбия, а Розалин с детьми переехала в Скенектади, штат Нью-Йорк.
12 декабря 1952 года произошла авария экспериментального реактора NRX в лаборатории Чок-Ривер компании «Атомная энергия Канады», приведшая к частичному расплавлению реактора, миллионы литров радиоактивной воды протекли в подвал здания, что разрушило ядро реактора. Картер получил приказ отправляться на место аварии, чтобы возглавить американскую техническую команду для помощи американскому и канадскому эксплуатационному персоналу в заглушении реактора. В ходе кропотливого процесса остановки реактора каждому пришлось в защитном костюме спускаться в реактор на 90 секунд (что ограничивало воздействие радиации) для разборки повреждённого реактора. Когда пришла очередь Картера, ему пришлось всего лишь завернуть один винт. В ходе своего президентства и после Картер заявлял что опыт, полученный им в Чок-Ривер, сформировал его взгляды на атомную энергию и побудил его прекратить разработку нейтронной бомбы.
В марте 1953 года Картер приступил к полугодовому курсу обучения работы на реакторах в колледже Юнион в г. Скенектади. Он хотел проходить службу на борту подлодки «Сивулф» (USS Seawolf), которая должна была стать второй американской атомной подлодкой. Однако за два месяца до начала строительства «Сивулфа» отец Картера скончался от рака поджелудочной железы. Картер выхлопотал освобождение от действительной военной службы, чтобы взять на себя управление семейным бизнесом по выращиванию арахиса. Решение покинуть Скенектади было непростым, поскольку Розалин нравилась здешняя жизнь. Позднее она заметила, что возвращение в жизнь маленького городка Плейнс стало «колоссальным шагом назад». 9 октября 1953 года Картер оставил действительную службу. До 1961 года он числился в резерве ВМС и оставил службу в звании лейтенанта. За время службы Картер был награждён медалями «За Американскую кампанию», «За победу во Второй мировой войне», «За службу в Китае», «За службу национальной обороне». Как офицер подводного флота он получил пряжку «дельфин».

#### Фермерство
После урегулирования долговых обязательств и раздела отцовского имущества между наследниками Картер получил сравнительно мало. В течение года чета Картеров с тремя сыновьями жили в государственном жилье в Плейнсе. Таким образом Картер стал единственным президентом в истории США, проживавшим в государственном жилье до вступления в срок. Картер был хорошо осведомлён в научных и технических вопросах и решил расширить семейный бизнес по выращиванию арахиса. Переход от флотского офицера к фермеру дался Картеру нелегко, особенно из-за постигшего его в первый год неурожая и ему пришлось взять несколько кредитов, чтобы удержать бизнес на плаву. В то же время он посещал занятия и изучал сельское хозяйство, а Розалин изучала бухгалтерский учёт, чтобы вести бухгалтерские книги. Картеры едва окупили расходы, но позднее они расширили бизнес, что принесло им успех.

### Ранняя политическая карьера (1963—1971)

#### Сенат штата Джорджия (1963—1967)
После решения Верховного суда США по делу «Браун против Совета по образованию» в 1954 году в Плейнсе вспыхнули расовые трения. Картер был сторонником расовой терпимости и интеграции, но часто воздерживался от высказывания своих убеждений, чтобы не наживать себе врагов. К 1961 году Картер как прихожанин Баптистской церкви и председатель школьного совета округа Самтер стал активнее выступать за интеграцию. В 1962 году за 15 дней до выборов он объявил о своём выдвижении в Сенат штата Джорджия. Его жена, благодаря природному чутью в области политики и организации, сыграла важную роль в его кампании. Первоначальный подсчёт бюллетеней показал, что Картер отстал от своего конкурента, Гомера Мура, но позже было доказано, что на результат повлияло мошенничество при голосовании, организованное Джоем Хёрстом, председателем Демократической партии в округе Куитман. Картер оспорил результаты выборов, расследование подтвердило факты мошенничества. После этого было проведено новое голосование; Картер, единственный кандидат от Демократической партии, победил Мура с результатом 3.013 голосов против 2.182.
В это время движение за гражданские права чернокожих в США было на подъёме. Картер и его семья стали ярыми сторонниками президента США Джона Ф. Кеннеди. Однако поначалу Картер не высказывался по этому вопросу поляризовавшему местное общество округа, чтобы не настроить против себя своих коллег — сторонников расовой сегрегации. Картер высказался по нескольким спорным вопросам, произносил речи против тестов на грамотность и выступил против поправок в Конституцию штата, полагая, что эти поправки подразумевают принуждение к исповедыванию религии. В ходе двухлетнего срока на посту сенатора Картер состоял в исполнительном комитете Демократической партии, где помогал переписывать партийные правила в штате. Затем Картер занял пост председателя Комиссии по планированию и развитию Западной и Центральной Джорджии, надзиравшей за распределением федеральных и государственных грантов на такие проекты, как реставрация исторических памятников.
В 1964 году Бо Кэловей был избран в Конгресс США и Картер немедленно решил бросить ему вызов. Ранее они уже сталкивались по вопросу расширения штатом двухлетней программы образования в колледжах в четырёхлетнюю программу. Картер считал Каловея, переметнувшегося к республиканцам соперником, представлявшим презираемые Картером аспекты политики. Картер был переизбран на новый двухлетний срок в Сенате штата и стал председателем комиссии по образованию а ближе к концу срока состоял в комиссии по ассигнованиям. Он внёс вклад в законопроект, расширяющий финансирование образования по всему штату и предусматривающий введение четырёхлетней программы обучения в Юго-западном университете штата Джорджия. Картер использовал свою работу по региональному планированию чтобы произносить речи в округе, чтобы стать более заметным для потенциальных избирателей. В последний день своего срока на посту сенатора Картер объявил о выдвижении в Конгресс США а Кэловей решил баллотироваться на пост губернатора штата. Картер изменил свои планы, решив также баллотироваться в губернаторы.

#### Кампании на выборах 1966 и 1970 годов губернатора Джорджии
На предварительных выборах от Демократической партии 1966 года Джеймсу Картеру противостояли бывший губернатор, либерал Эллис Арналл и консерватор, сторонник сегрегации Лестер Мэддокс. На пресс-конференции Картер описал свою идеологию таким образом: «Консервативный, умеренный, либеральный и центристский…полагаю, что я более сложная личность чем всё это.» Картер проиграл на праймериз, но набрал достаточно голосов, чтобы набрать третье место, что привело к выходу Арналла и Мэддокса во второй тур выборов, где Мэддокс одержал победу. На выборах губернатора штата, кандидат от республиканцев Кэловей набрал относительное большинство голосов, но из число было меньше абсолютного большинства, что позволило Палате представителей штата, где большинство составляли демократы, избрать Мэддокса на пост губернатора. Для набравшего долгов Картера победа сторонника сегрегации Мэддокса стала худшим результатом и он вернулся к сельскохозяйственному бизнесу, тщательно планируя следующую кампанию. В этот период в семье Картера родилась дочь Эмми (последний его ребёнок) и он объявил себя «возрождённым христианином».
На предварительных выборах от Демократической партии 1970 года главным соперником Джеймса Картера стал бывший губернатор, либерал Карл Сандерс. На этот раз Картер провёл кампанию на более современный лад, используя печатную графику и статистический анализ. Согласно опросам, Картер больше чем прежде тяготел к консерватизму, выставлял себя как популиста и критиковал Сандерса за его богатство и связи с национальной Демократической партией. Он также обвинял Сандерса в коррупции, но когда пресса стала настаивать не предоставил доказательств. В ходе кампании Картер пытался получить голоса как чернокожих так и сторонников влиятельного алабамского сегрегациониста Джорджа Уоллеса. Картер встречался с влиятельными чернокожими политиками как Мартин Лютер Кинг-старший и Эндрю Янг, посещал многих чернокожих бизнесменов и в то же время превозносил Уоллеса и приглашал его произнести речь в Джорджии. Со временем призывы Картера к расизму стали более явными, его старшие помощники по избирательной кампании раздавали фотографии Сандерса, отмечающего [праздник] с чернокожими баскетболистами.
На выборах в сентябре Картер опередил Сандерса, набрав 49 % голосов против 38 % у Сандерса. Соперники вышли во второй тур праймериз. Картер всё более призывал к расизму и критиковал Сандерса за его поддержку Мартина Лютера Кинга-младшего. Картер набрал 60 % голосов и победил республиканского кандидата Хэла Сьюита на выборах губернатора. После победы на выборах Картер сменил свою риторику и стал высказываться против расисиской политики, [распространённой] в штате Джорджия. Лерой Джонсон, чернокожий депутат Сената штата выразил свою поддержку Картеру: «Я понимаю, почему он провёл настолько ультраконсервативную кампанию. Я не думаю, что можно победить [на выборах] в этом штате, не будучи расистом.»

### Губернатор штата Джорджия (1971—1975)
Картер принёс присягу 12 января 1971 года, став 76-м губернатором штата Джорджия. В своей речи при вступлении в должность он заявил: «Время расовой дискриминации прошло», что шокировало собравшихся, многие сторонники сегрегации, поддержавшие кампанию Картера, чувствовали себя обманутыми. Картер неохотно встречался с коллегами-политиками, что сделало его непопулярным в законодательных органах штата. Картер расширил полномочия губернатора, предложив в январе 1972 года план реорганизации. Хотя сначала план встретил холодный приём в законодательных органах, он был принят в полночь последнего дня законодательной сессии. Картер преобразовал 300 управлений штата в 22, хотя вопрос сохранила ли эта мера деньги штата, остаётся спорным. В июле 1971 года на выступлении в г. Колумбусе, штат Джорджия Картер заявил о намерении создавать в Джорджии Совет по правам человека для помощи в решении проблем до появления любой потенциальной возможности насилия.
На пресс-конференции 13 июля 1971 года Картер объявил, что приказал начальникам управлений штата сократить расходы, чтобы предотвратить возникновение дефицита бюджета в размере 57 миллионов долларов к концу 1972-го финансового года и указал, что это касается каждого управления штата, и отметил, что 5 % доходов правительства будут потеряны, если управления штата продолжат в полной мере использовать выделенные средства. 13 января 1972 года Картер обратился к законодательному собранию штата с просьбой профинансировать программу развития детей младшего возраста, а также программы тюремной реформы и выделить 48 миллионов долларов (эквивалентно 349 632 458 долларам в 2023 году) в виде уплаченных налогов для большинства государственных служащих.
1 марта 1972 года Картер заявил, что может созвать специальную сессию Генеральной Ассамблеи, если Министерство юстиции решит отклонить любые планы перераспределения, предложенные Палатой представителей или Сенатом. Картер продавил несколько реформ через законодательное собрание, обеспечивающих одинаковую помощь школам штата как в бедных так и в богатых районах, создание общественных центров для детей с психическими расстройствами и расширение образовательных программ для осуждённых. В ходе программы все назначения осуществлялись в рамках заслуг, а не политического влияния. Одним из наиболее спорных решений Картера стал запрет строительства дамбы на реке Флинт, что привлекло внимание защитников окружающей среды по всей стране.
Защита гражданских прав была высшим приоритетом для Картера. Он нанял чернокожих работников для здания Капитолия штата и разместил там портреты троих видных чернокожих уроженцев штата: Мартина Лютера Кинг-младшего, Люси Крафта Лейни и Генри Макнила Тёрнера. Это привело к гневу Ку-клукс-клана. В ходе встречи с губернатором Флориды Ройбеном Эскью на телевизионной программе 31 января 1973 года Картер высказался за поправку к Конституции, запрещающей басинг, с целью расширения расовой интеграции в школах и вместе с Уоллесом поддержал резолюцию против басинга на национальной конференции губернаторов 1971 года. После того, как в 1972 году Верховный суд США в деле «Фурман против Джорджии» наложил мораторий на применение смертной казни в штате, Картер подписал пересмотренный закон о смертной казни, с учётом возражений суда, тем самым возобновив применение смертной казни в штате. Позднее он сожалел о возвращении смертной казни, заявив: «Я не замечал несправедливостей, так как замечаю сейчас».
Картер не мог переизбраться на пост губернатора и рассматривал возможность кампании на пост президента США, участвовал в национальной политике. Он был назначен в несколько комиссий Юга США по планированию и участвовал в национальной конвенции Демократической партии 1972 года, на которой вероятным кандидатом в президенты США представлялся сенатор, либерал Джордж Макговерн. Картер метил на место кандидата и пытался снискать расположение консерваторов и противников Макговерна. Планы Картера провалились, из-за его малоизвестности в то время и кандидатом от Демократической партии на выборах 1972 года стал Джордж Макговерн и сенатор Томас Иглтон. 3 августа Картер встретился с Уоллесом в Бирмингеме, штат Алабама чтобы обсудить как предотвратить сокрушительное поражение демократов на предстоящих президентских выборах (что и произошло).
Картер регулярно встречался со своим неоперившимся предвыборным штабом и решил начать с ним подготовку к президентским выборам 1976 года. Чтобы повысить известность за пределами родного штата Картер пытался получить пост председателя Национальной ассоциации губернаторов, но безуспешно. В апреле 1973 года, благодаря протекции Дэвида Рокфеллера, он стал участником Трёхсторонней комиссии. На следующий год Картер стал председателем Национального комитета Демократической партии по выборам в Конгресс и кампаниям на посты губернаторов. В мае 1973 года Картер предупреждал Демократическую партию не политизировать Уотергейтский скандал, он считал что его причинами стали изоляция президента США Ричарда Никсона от американцев и тайное принятие решений.

### Президентские выборы 1976 года
12 декабря 1974 года Джимми Картер объявил о начале своей президентской кампании в Национальном пресс-клубе в г. Вашингтоне. В своей речи Картер коснулся таких тем как внутреннее неравенство, оптимизм и перемены. На этапе первичных выборов кандидатов Демократической партии у него уже было 16 соперников. Считалось, что у Картера будет мало шансов в борьбе с более известными (в том числе на национальном уровне) кандидатами, такими как Джордж Уоллес. Картер был малоизвестен за пределами родного штата и его соперники позволяли себе насмешки в духе: «Джимми кто?». В ответ на это Картер в своих выступлениях стал подчёркивать своё имя и за что он выступает, заявляя: «Меня зовут Джимми Картер, и я баллотируюсь на пост президента» (англ. «My name is Jimmy Carter, and I'm running for president»).
Эта стратегия оказалась успешной. К середине марта 1976 года Картер не только далеко опередил активных участников президентской гонки, но и превышал по рейтингу на несколько пунктов действующего президента США, республиканца Джеральда Форда. Поскольку воспоминания об Уотергейтском скандале были ещё свежи у избирателей, Картер воспринимался как аутсайдер, далёкий от столицы, что приносило пользу его кампании. Картер выступал с планами реорганизации правительства. В июне он опубликовал мемуары «Why Not the Best?» (рус. «Почему не лучший?»), чтобы представить себя американской публике.
Картер стал фаворитом на раннем этапе, выиграв выборы на съезде партий в Айове и предварительные выборы в Нью-Гэмпшире. Картер старался попасть в избирательные регионы прежде чем его соперники могли распространить там своё влияние. Он проделал свыше 50 тыс. миль (80 тыс. км), посетил 37 штатов и произнёс свыше 200 речей, перед тем как остальные кандидаты вступили в гонку. На Юге он по молчаливому соглашению уступил Уоллесу некоторые районы, но победил там, выступая в качестве умеренного кандидата, когда стало ясным, что Уоллес не сможет победить в этих районах. На Севере Картер в основном взывал к консервативным христианам и сельским избирателям. Картер не смог достичь большинства в большинстве северных штатов, но всё же победил в нескольких, создав самую большую базу единой поддержки. Хотя вначале Картер не был признан региональным кандидатом, он добился выдвижения от Демократической партии. В 1980 году Лоуренс Снуп отметил, что национальные СМИ буквально открыли [для страны] Картера и продвигали его и заявил:

У Картера было то чего не было у его соперников: они не были приняты элитными секторами СМИ и не пользовались их поддержкой. Благодаря благоприятному освещению Картера и его кампании со стороны СМИ Картер получил преимущество и вознёсся как ракета на вершину избирательных опросов. Это помогло Картеру одержать ключевые победы на первичных выборах и за девять месяцев превратило его из малоизвестной обществу фигуры в избранного президента.
Оригинальный текст (англ.)What Carter had that his opponents did not was the acceptance and support of elite sectors of the mass communications media. It was their favorable coverage of Carter and his campaign that gave him an edge, propelling him rocket-like to the top of the opinion polls. This helped Carter win key primary election victories, enabling him to rise from an obscure public figure to President-elect in the short space of 9 months.— 
Малоизвестный до 1976 года политик-провинциал, Джимми Картер смог стать официальным кандидатом в президенты от демократов на выборах 1976 года за счёт победы над Уоллесом почти во всех южных штатах США в рамках праймериз Демократической партии, поддержки со стороны как южной, так и афроамериканской общественности, отдалённости от вашингтонских интриг вроде Уотергейтского скандала, харизмы, грамотной тактики в рамках праймериз и поддержки со стороны различных СМИ. За счёт этого Картер в рамках праймериз Демократической партии одолел таких опытных политиков, как Уоллес и сенатор Фрэнк Чёрч из Айдахо. В преддверии национальной конвенции Демократической партии 12—15 июля 1976 года в Нью-Йорке Картер обеспечил себе поддержку по крайней мере 1100 делегатов.
В интервью 1976 года Картер заявил: «Я не имею ничего против когда община…пытается поддерживать этническую чистоту в своих районах». Картер позволил себе это замечание с целью показать, что он поддерживает законы об открытом предоставлении жилья, но в то же время выступает против усилий правительства «внедрить семьи чернокожих в белые кварталы чтобы показать это как некое достижение в области расовой интеграции». В ходе кампании Картер обозначил свои позиции как: общественное финансирование избирательных кампаний в Конгресс США, его поддержка созданию федерального управления по защите прав потребителя, создание отдельного управления по образованию на уровне министерства, подписание мирного договора с СССР по ограничению ядерного оружия, сокращение оборонного бюджета, предложение о налоговой реформе в виде «существенного увеличения налогов для имеющих высокие доходы» и сокращение налогов для имеющих низкие и средние доходы, внесение множества поправок в закон «О социальном обеспечении» и приведение бюджета к сбалансированному состоянию к концу его первого президентского срока.
14 июля 1976 года в первом же туре голосования на национальной конвенции Демократической партии он был выдвинут официальным кандидатом в президенты от демократов. 15 июля 1976 года Картер выбрал себе в напарники сенатора Уолтера Мондейла из Миннесоты, тоже считавшегося провинциалом, не связанным с Уотергейтским скандалом.
Официальным кандидатом в президенты от республиканцев на выборах 1976 года стал президент Форд. Своим напарником он выбрал сенатора Роберта Доула из Канзаса.
По состоянию на осень 1976 года президент Форд был непопулярен среди общественности из-за помилования Никсона в 1974 году, тяжёлого положения дел в экономике и отказа выделять финансовую помощь Нью-Йорку, который тогда был в упадке и на грани банкротства. Джимми Картер воспользовался этим и в рамках осенней фазы предвыборной кампании 1976 года всячески напоминал избирателям о недостатках Форда, прежде всего о помиловании Никсона, к которому общественность отнеслась с неудовлетворением и разочарованием.
Картер и Форд встретились на трёх телевизионных дебатах осенью 1976 года, это были первые президентские дебаты с 1960 года. По итогам теледебатов Картер вышел скорее победителем, чем проигравшим, либо и не выигравшим и не победившим.
Картер утверждал, что сможет сократить безработицу до 4,5 % и уменьшить инфляцию 4 % в год, пообещал основательно пересмотреть федеральную налоговую систему, которую назвал «позором рода человеческого», заявлял, что попытается ввести единую федеральную систему социального обеспечения и снизить стоимость лечения в медицинских стационарах. Картер пообещал также полную реорганизацию федерального чиновничьего аппарата и создание «открытого правительства». Во внешней политике он считал приоритетом соблюдение прав человека во всём мире.
В ноябрьском выпуске 1976 года журнала «Плейбой», появившемся в газетных киосках за две недели до выборов, было опубликовано интервью Джимми Картера Роберту Шнееру. В ходе рассказа о влиянии своих религиозных убеждений на гордость Картер заявил: «Я смотрел на многих женщин с вожделением. В своём сердце я много раз совершал супружескую измену.» Это заявление и признание Картера в другом интервью, что он не возражает, когда люди произносят слово «fuck» (трахать), привели к бурному обсуждению в СМИ и замечаниям критиков, сетующих на стирание границ между деятельностью политиков и их личной интимной жизнью.

#### Выборы
В национальных опросах избирателей Картер добился однажды значительного преимущества перед Фордом, но к концу сентября их разрыв сократился только до нескольких пунктов. В последние дни перед выборами несколько опросов показали, что Форд сравнялся с Картером а один из опросов Института Гэллапа показал, что Форд несколько опережает Картера. Большинство аналитиков считали что Картер наберёт большинство голосов избирателей, но некоторые полагалии, что Форд сможет набрать большинство голосов коллегии выборщиков и тем самым победить на выборах.
Картер в итоге победил, получил 297 голосов выборщиков и набрав 50,1 % голосов избирателей. Форд получил 240 голосов выборщиков и набрал 48 % голосов избирателей. Победа Картера отчасти объясняется ошеломляющей поддержкой чернокожих избирателей, в штатах, где голоса разделились почти в равной степени (Луизиана, Техас, Пенсильвания, Миссури, Миссисипи, Висконсин и Огайо). В Висконсине и Огайо где Картер отстоял от Форда всего на два пункта, голоса чернокожих избирателей сыграли критическую роль для Картера. Если бы Картер не победил в этих двух штатах, то победу на выборах одержал бы Форд.
Картер сумел, в частности, завоевать голоса выборщиков почти во всех южных штатах страны, что не удавалось демократам уже достаточно давно.
Вскоре после объявления результатов Форд позвонил Картеру, поздравив его с победой на выборах. Форд не смог объявить о своём поражении перед телевизионными камерами из-за хрипоты и это сделала за него первая леди Бетти Форд. Вице-президент Нельсон Рокфеллер наблюдал за утверждением результатов выборов 6 января 1977 года. Хотя Форд одержал победу в штате Вашингтон, один из выборщиков по имени Майк Падден отдал свой голос не за Форда а за губернатора Калифорнии Рональда Рейгана, будущего преемника Картера на посту президента. Рейган соперничал с Фордом на праймериз и Национальной конвенции республиканцев, и не поддержал Форда даже после того, как республиканцы официально выдвинули его кандидатом в президенты.

#### Передача власти
За несколько месяцев до избрания Картер уже планировал предварительно передачу власти. Картер стал первым кандидатом в президенты, выделившим значительные средства и человеческие ресурсы на планирование передачи власти ещё до выборов. В дальнейшем это стало стандартной практикой. Картер задал шаблон, который повлиял на все будущие процессы передачи власти, сделав их более масштабными, методичными и формальными, чем они были до Картера.
22 ноября 1976 года Картер совершил свою первую после избрания поездку в столицу и встретился с директором Административно-бюджетного управления Джеймсом Линном и министром обороны Дональдом Рамсфельдом в Блер-хаузе а также с президентом Фордом в Белом доме. На следующий день он встретился с лидерами фракций Конгресса и заявил, что его встречи с министрами оказались «весьма полезными» и сказал, что Форд просил его обращаться за помощью, если что-то понадобится. Отношения между Фордом и Картером в переходный период были холодными. Картер объявил о выборе многочисленных кандидатов на должности в своей администрации.
За несколько недель до инаугурации Картер передал свой арахисовый бизнес в руки доверенных лиц, чтобы избежать возможного конфликта интересов. Он также попросил новых членов своей администрации избавиться от активов через слепые трасты.

### Президентство

#### Вступление в должность
20 января 1977 года Джимми Картер официально вступил в должность президента США. Из речи при вступлении в должность:
«Мы твёрдо намерены проявлять настойчивость и мудрость в своём стремлении к ограничению арсеналов оружия на Земле теми пределами, которые необходимы для обеспечения собственной безопасности каждой страны. Соединённые Штаты в одиночку не могут избавить мир от ужасного призрака ядерного уничтожения, но мы можем и будем сотрудничать в этом с другими».
Путь от Капитолия до Белого дома Картер и его супруга прошли пешком, отказавшись от поездки на лимузине. Так они продемонстрировали близость к простым гражданам.
Одним из первых шагов Картера на поста президента стал приказ о полном безоговорочном помиловании граждан США, так или иначе уклонявшихся от военной службы в годы войны во Вьетнаме, таким образом Картер выполнил обещание, данное в ходе президентской кампании. Правление Картера ознаменовалось экономическим спадом, продолжающейся инфляцией и рецессией и энергетическим кризисом 1979 года. В мае 1980 года закрылась Федеральная торговая комиссия, став «первым федеральным управлением, когда-либо закрывшимся из-за спора о бюджете», однако Конгресс применил свои полномочия и комиссия открылась на следующий же день.
Картер пытался урегулировать различные мировые конфликты. Наиболее заметными успехами стало подписание Кемп-Дэвидских соглашений, передача Панаме канала и подписание договора о сокращении ядерных вооружений с советским лидером Леонидом Брежневым. Последний год Картера на посту президента оказался омрачён захватом заложников в Иране, что сыграло роль в поражении Картера на президентских выборах 1980 года. Появлялись слухи, в том числе и в 2023 году, что сотрудники кампании Рейгана убеждали Иран протянуть с удержанием заложников, чтобы снизить шансы Картера на переизбрание.

#### Внутренняя политика
Джимми Картер вернул доверие общественности к правительству США и сделал более положительным отношение к институту президентства. Вскоре после вступления в должность президента США Картер распорядился продать президентскую яхту. Он демонстративно сам носил свои чемоданы и относительно скромно одевался, активно ездил по стране и встречался с простыми гражданами, отвечал на вопросы граждан по радиопрограмме «Спроси президента Картера». Это помогало Картеру поддерживать хорошую репутацию и высокий рейтинг одобрения, но недолго.
В ночь с 13 на 14 июля 1977 года произошла крупная авария в энергосистеме в Нью-Йорке, спровоцировавшая массовые грабежи, поджоги, убийства и т. д. Ущерб от вспыхнувших беспорядков и насилия был оценён на сумму от 300 миллионов до 1 миллиарда долларов.
4 августа 1977 года было создано Министерство энергетики США.
Картер выступал за глубокое реформирование в США системы энергетики, по поводу чего имел разногласия с Конгрессом. Конкретный план реформирования энергетической системы США был принят Конгрессом лишь 15 октября 1978 года.
24 октября 1978 года Картер подписал Закон о дерегулировании авиакомпаний, а в 1979 году была дерегулирована пивная индустрия.
25 октября 1978 года был принят Акт о негласном наблюдении в целях внешней разведки, сильно ограничивший возможности и полномочия ЦРУ.
Картер пытался провести глубокое реформирование в США здравоохранения, но не преуспел в этом.
В 1979 году в сфере глобального нефтяного и энергетического кризиса Картер заявлял о необходимости регулирования цен на бензин и нефть, нормирования бензина и принятия мер по поддержке развития альтернативных источников энергии (например, солнечной энергии).
17 октября 1979 года было создано Министерство образования США.
В апреле 1979 года Картер посетил родной городок Плейнс с целью отдохнуть и порыбачить. 20 апреля во время рыбалки к его лодке подплыл дикий водяной кролик. По сообщениям прессы, кролик угрожающе шипел, скрежетал зубами и пытался забраться в лодку. Отражая нападение, президент пустил в ход весло, после чего кролик развернулся и поплыл к берегу. Через некоторое время история просочилась в прессу. Газета The Washington Post вышла с заголовком «Президент атакован кроликом», затем новость подхватили другие СМИ. В интерпретации критиков Картера это происшествие стало метафорой его малоуспешной и слабой политики, а также символическим предвестием разгромного поражения на президентских выборах 1980 года.

Эпизод с «кроликом-убийцей» только укрепил американцев во мнении, что Картер слишком слаб и чудаковат для своего поста.— Журнал Rolling Stone (март 2011)
По состоянию на 1979 год репутация Картера была во многом подорвана неудачной внутренней и внешней политикой, нефтяным и энергетическим кризисом, а также весьма высокими показателями безработицы и инфляции. Картер, однако, объявил об участии в президентских выборах 1980 года. Его главным соперником в рамках праймериз Демократической партии был сенатор Эдвард Кеннеди из Массачусетса, выступавший с леволиберальных позиций. По состоянию на 1980 год Эдвард Кеннеди был одним из самых активных критиков политики Картера. Картер с трудом одолел Кеннеди в рамках праймериз Демократической партии и национальной конвенции 11-14 августа 1980 года в Нью-Йорке. В итоге Картер и Мондейл были официально выдвинуты демократами для участия в президентских выборах 4 ноября. К осени 1980 года положение Картера было ещё хуже, чем в 1979 году в свете кризиса со взятыми в заложники сотрудниками американского посольства в Тегеране и полным провалом операции по их спасению. Картер никак не смог добиться освобождения заложников и не имел чёткой антикризисной программы. К тому же ему припоминали его обещания 1976 года о сокращении бюрократического аппарата, который в итоге увеличился при президентстве Картера в свете создания министерств энергетики и образования. Картер не смог преодолеть пессимистичный дух 1970-х, трагической декады неверия американцев в себя и своё правительство. Рональд Рейган, официально выдвинутый кандидатом в президенты США от республиканцев, имел чёткую антикризисную программу, говоря о необходимости прежде всего серьёзного сокращения налогов. Рейган выступал с правых, консервативных, антикоммунистических и патриотических позиций, активно критиковал Картера прежде всего за провальную экономическую политику. Картер в ответ пытался обозначить его ультраправым радикалом, которому нельзя доверять ядерные арсеналы США. Однако Картера уже ничто не могло спасти от поражения на выборах: на теледебатах 28 октября 1980 года Рейган однозначно победил, а 5 ноября стали известны итоги президентских выборов: Рейган набрал 489 голосов выборщиков, Картер — 49.
20 января 1981 года Джимми Картер официально передал президентские полномочия Рейгану.

#### Внешняя политика
Внешней политикой США при президентстве Картера руководил в основном государственный секретарь Сайрус Вэнс. Сильное влияние на внешнюю политику США имел и советник президента США по национальной безопасности Збигнев Бжезинский, сторонник более жёсткого внешнеполитического курса, чем Вэнс. Вэнс и Бжезинский имели разные взгляды, а друг с другом их связывала неприязнь. До 1980 года Картер в основном поддерживал Вэнса. Когда же Вэнс подал в отставку с поста государственного секретаря, внешней политикой США фактически начал руководить Бжезинский, но продолжалось это менее года, до января 1981 года.
Своей главной внешнеполитической задачей Картер считал принятие мер для того, чтобы права человека соблюдались во всём мире. Картер давил с требованиями соблюдения прав человека как на левые, так и правые диктаторские режимы, в том числе и антикоммунистические режимы Южной и Центральной Америки, которые до президентства Картера считались союзниками США. Опять-таки под требованиями соблюдения прав человека США при президентстве Картера прекратили оказывать помощь режиму Хорхе Виделы в Аргентине, Анастасио Сомосы в Никарагуа и другим. В 1978 году во время Исламской революции в Иране администрация Картера никак не помогла шаху Мохаммеду Реза Пехлеви только потому что шахский режим нарушал права человека. Лишившись поддержки США, режим Сомосы в Никарагуа пал: в 1979 году в стране произошла Сандинистская революция, причём администрация Картера признала установившийся режим сандинистов в том же году. Конкретно падение режима Сомосы в Никарагуа и победа сандинистов вызвали особенно сильную критику внешней политики Картера, в американских СМИ даже говорили о серьёзном поражении США в рамках противостояния с СССР.
7 сентября 1977 года в Вашингтоне президент Картер и панамский лидер Омар Торрихос подписали договор о передаче правительству Панамы контроля над Панамским каналом в 2000 году.
Картер не сделал ничего, чтобы предотвратить Исламскую революцию в Иране и падение проамериканского шахского режима. В результате шах бежал из страны и умер в США, лечась от рака. Пришедший к власти в Иране аятолла Хомейни начал проводить антиамериканскую и антизападную внешнюю политику. США были объявлены «Большим Сатаной» и врагом Ирана № 1, а в Иране была провозглашена исламская республика. Правительство Хомейни требовало от США выдачи шаха, но США не шли на уступки. Тогда при попустительстве Хомейни были взяты в заложники американские дипломаты в Тегеране. Администрация Картера не добилась освобождения заложников ни переговорами, ни военной операцией: иранцы освободили всех заложников уже при Рейгане. В свете всего этого Картер инициировал разрыв дипломатических отношений с Ираном и введение различных санкций в отношении Ирана. Такие меры, однако, не спасли Картера от унизительного поражения на президентских выборах 1980 года.
Администрация Картера проводила весьма активную политику в Африке и поддерживала различные местные антикоммунистические движения (УНИТА в Анголе и т. д.).
В сентябре 1978 года на встрече в Кэмп-Дэвиде под председательством Картера президент Египта Анвар Садат и премьер-министр Израиля Менахем Бегин договорились о мире, взаимном признании и передаче Египту Синайского полуострова, подписав Кэмп-Дэвидские соглашения 17 сентября 1978 года, скреплённые дополнительным соглашением 26 марта 1979 года. Это завершило серию из четырёх египетско-израильских войн.
1 января 1979 года США и КНР установили дипломатические отношения и стали совместно противостоять действиям СССР в Камбодже, Афганистане и Африке. Вместе США и КНР бойкотировали Олимпийские игры 1980 года в Москве. В январе-феврале 1979 года США посетил китайский лидер Дэн Сяопин.
Администрация Картера активно давила на ЮАР и настороженно относилась к пакистанской ядерной программе, но в 1980 году отношения с Пакистаном пришлось нормализовать в свете начавшейся войны в Афганистане.
Советско-американские отношения при президентстве Картера были неоднозначными. С одной стороны, Картер продолжил переговоры об ограничении стратегических вооружений с СССР и в 1979 году подписал с Леонидом Брежневым договор ОСВ-2. В историю вошёл знаменитый поцелуй двух лидеров на церемонии подписания этого договора. Вместе с тем в эти годы СССР и США активно противостояли через своих ставленников в Камбодже, а в 1979 году администрация Картера обратила внимание на Афганистан и ещё до ввода в страну советских войск начала оказывать помощь местным антикоммунистическим повстанцам. Масла в огонь подливали начавшиеся в 1979 году переговоры о размещении на территории ФРГ американских ракет типа «Першинг-2». В том же году по просьбе правительства Афганистана СССР ввёл войска в Афганистан, и Картер подписал дополнительный указ о поддержке и финансировании афганских антикоммунистических сил. Политика разрядки в отношениях с СССР сошла на нет, появилась так называемая «новая ядерная стратегия» Картера, изложенная им в секретной президентской директиве № 59 от 25 июля 1980 года. Она исходила из возможности не обязательно скоротечной ядерной войны с использованием всех ядерных арсеналов конфликтующими державами, а из продолжительной ядерной войны, когда ядерные удары сначала могут наноситься по военным объектам СССР, в то время как другие ракеты будут по-прежнему нацелены на его города. Это подавалось как внесение элементов гибкости в стратегию ядерного сдерживания, но тем самым подтверждалась концепция ядерной войны с СССР, несмотря на декларацию, взаимно принятую во время его президентства. Советско-американские отношения резко ухудшились, договор ОСВ-2 не был ратифицирован Конгрессом, США бойкотировали Олимпийские игры 1980 года в Москве, Картер принял в Белом доме советского диссидента Владимира Буковского. До этого Картер обменялся письмами с опальным академиком А. Д. Сахаровым, где обсуждались вопросы прав человека в СССР и их связь с политикой разрядки.
23 января 1980 года Джимми Картер выступил с ежегодным посланием «О положении страны», в котором огласил новую внешнеполитическую доктрину. Регион Персидского залива был объявлен зоной интересов США, ради защиты которых США готовы пойти на применение вооружённой силы. В соответствии с «Доктриной Картера» попытки любой державы установить свой контроль над регионом Персидского залива были заранее объявлены американским руководством посягательством на важные интересы США.
28 апреля 1980 года госсекретарь Вэнс подал в отставку. Новым госсекретарём стал Эдмунд Маски.
В 1980 году в Польше разразился мощный политический и экономический кризис, имелась даже угроза интервенции в Польшу СССР. Картер под влиянием поляка Бжезинского позвонил Брежневу 3 декабря 1980 года и в итоге добился того, что СССР не решился на ввод войск в Польшу.

#### Экономика
В 1977 году экономическая ситуация в США, казалось, улучшилась по сравнению с предыдущими годами, в ходе которых США были втянутыми в тяжёлый экономический кризис, которому не было конца с 1973 года. Но уже в 1978 году вследствие Исламской революции в Иране и резкого роста мировых цен на нефть начался очередной энергетический кризис, показатели безработицы и инфляции поднялись до уровня 1973 года. Никаких успешных антикризисных мер в экономике администрация Картера не приняла.

### После президентства

#### Книга
В ноябре 2006 года была опубликована книга Картера «Палестина: мир, а не апартеид», в которой Картер активно критиковал политику Израиля в отношении палестинцев. Публикация данной книги вызвала негативную реакцию со стороны многих демократов и омрачила их победу на промежуточных выборах в Конгресс 7 ноября.

#### Преподавательская, миротворческая и гуманитарная деятельность
С 1982 года Картер занимался преподавательской работой в Университете Эмори в Атланте. В том же году им был основан неправительственный институт «Центр Картера», целью которого является осуществление правозащитной и благотворительной деятельности.
В отставке экс-президент занимался решением гуманитарных вопросов в Эфиопии, Уганде, Боснии, Судане и других странах в составе миротворческих миссий, выступал в качестве наблюдателя на выборах в различных государствах. Одну из последних миссий Картер совершил в ноябре 2013 года в Непал, где он возглавлял группу международных наблюдателей за парламентскими выборами.
За свою позднейшую миротворческую деятельность в 2002 году получил Нобелевскую премию мира с формулировкой «за усилия по мирному улаживанию конфликтов во всём мире и борьбу за права человека».
Как правозащитник, Джимми Картер добился освобождения американского гражданина из тюрьмы Северной Кореи. Американец Айджалон Гомес 25 января 2010 года пытался проникнуть на территорию КНДР со стороны Китая и был задержан корейскими пограничниками. Впоследствии осуждён за незаконный переход границы, приговорён к 8 годам исправительных работ и штрафу в размере 700 тысяч долларов США. Экс-президент Джимми Картер 25 августа прибыл в Пхеньян с частным визитом и добился освобождения Гомеса путём переговоров с властями. Картер и Гомес покинули Пхеньян 27 августа 2010 года.
Картер также известен своей деятельностью в странах Африки по борьбе с дракункулёзом.

Экс-президент лечит дракункулёз. Эта болезнь известна с библейских времён. Червь попадает в организм при употреблении стоячей воды, вырастает внутри человека, достигая метровой длины, и пробуравливается наружу через кожу. Когда Картер покинул Белый дом, дракункулёзом страдало 3,5 млн человек в 20 странах.— Журнал Rolling Stone (март 2011)
С 2007 года Картер являлся членом группы «Старейшин» (англ. The Elders) — организации независимых лидеров, главным образом, бывших глав государств, созданной благодаря усилиям борца с апартеидом и президента ЮАР Нельсона Манделы. Представители организации, как сказано в официальном документе «Старейшин», «поставили свои опыт и влияние на службу миру, справедливости и правам человека». 27—29 апреля 2015 года «Старейшины», встревоженные эскалацией международного противостояния и ростом геополитической напряжённости, вызванной аннексией Крыма Россией, побывали в Москве и встретились с президентом России Владимиром Путиным. После этих переговоров в интервью радиостанции «Голос Америки», привлёкшем внимание многих СМИ, Картер оценил аннексию Крыма Россией как «почти неизбежный шаг».
В октябре 2015 года Картер переслал Путину изготовленные в США карты Сирии с нанесёнными на них позициями «Исламского государства» — для того, чтобы российская авиация могла наносить точные удары по позициям ИГИЛ. Этот жест, который в Америке был воспринят как шутливый, МИД РФ оценил как «объединение усилий в борьбе с терроризмом и беспокойство о судьбе сирийского народа».
После скандала с Эдвардом Сноуденом Картер заявил:

 «В настоящее время демократия в Америке не функционирует».
Оригинальный текст (англ.)America does not have a functioning democracy at this point in time.— Газета The Hindu (июль 2013)

### Смерть и похороны
Джимми Картер скончался 29 декабря 2024 года у себя дома в Плейнсе, штат Джорджия в возрасте 100 лет. Его сын, Джеймс Э. Картер III, объявил о его смерти в тот же день.
Масштабная церемония прощания с 39-м президентом США Джимми Картером прошла в Вашингтоне 9 января 2025 года.
Президент США Джо Байден также объявил 9 января Национальным днём траура на всей территории Соединённых Штатов Америки.
Поминальные мероприятия по Картеру обсуждались ещё за несколько лет до его кончины, по данным The New York Times, план выглядел следующим образом: тело Картера доставят кортежем в Атланту, где он прибудет в Капитолий штата Джорджия, затем он будет находиться в покое в Центре Картера в течение полутора дней, после чего он будет находиться в Капитолии Вашингтона ещё полтора дня перед похоронной службой в Вашингтонском кафедральном соборе. Картер будет похоронен в своём доме в Плейнсе, штат Джорджия.
Утром 4 января 2025 года останки Картера были доставлены кортежем в Атланту из Медицинского центра Фиби Самтер в Америкесе, штат Джорджия. Кортеж направился в Национальный исторический парк Джимми Картера в Плейнсе и остановился у дома, который Картер и его жена Розалин построили и в котором жили с 1962 года. Затем он проследовал в дом его детства в соседнем Арчери, где Служба национальных парков отдала ему честь, а колокол фермы прозвонил 39 раз в знак признания того, что он стал 39-м президентом США. Затем он направился в Атланту, где его служба на посту губернатора Джорджии была отмечена в Капитолии штата Джорджия салютом со стороны Патруля штата Джорджия и минутой молчания во главе с губернатором Джорджии Брайаном Кемпом, вице-губернатором Бертом Джонсом, мэром Атланты Андре Диккенсом и членами Генеральной Ассамблеи Джорджии. Затем останки Картера были доставлены в Центр Картера, где его гроб был торжественно принят военными носильщиками. Церемония включала выступление хорового клуба колледжа Морхаус и замечания сына Картера Чипа и внука Джейсона. Также в церемонии приняли участие губернатор, мэр, генеральный директор Центра Картера и директор библиотеки, которые совместно возложили два венка. Он покоился в Центре Картера с 4 по 7 января.
7 января останки Картера были перевезены из Центра Картера на авиабазу резерва Доббинс в Мариетте, а затем доставлены на Объединенную базу Эндрюс в Мэриленде в рамках Специальной воздушной миссии. По прибытии туда останки Картера были отданы под салют из 21 орудия под музыку «Hail to the Chief». Затем останки были доставлены кортежем в Мемориал ВМС США , где гроб был перемещен в запряженный лошадьми кессон для траурной процессии в Капитолий США по части маршрута, по которому Картер прошел во время своего инаугурационного парада 1977 года. Место передачи воздало должное Картеру как единственному выпускнику Военно-морской академии США, ставшему главнокомандующим.
По прибытии в Капитолий, Президентская батарея салюта дала ещё один салют из 21 орудия. Затем члены почетного караула пронесли гроб, покрытый флагом, по ступеням Капитолия и в ротонду Капитолия.
9 января в Вашингтонском кафедральном соборе прошла государственная панихида, присутствовали все пять ныне живущих экс-президентов США, действующий президент Джо Байден произнёс надгробную речь.
После государственных похорон в Вашингтоне, останки Картера были перевезены обратно в Джорджию военным рейсом под тем же позывным с Объединенной базы Эндрюс обратно на армейский аэродром Лоусон в Форт-Мур в Колумбусе, штат Джорджия. По прибытии обратно в Джорджию останки Картера отправлены кортежем в баптистскую церковь Маранафа для частной похоронной службы с его семьей и близкими друзьями. После этой службы останки Картера доставлены кортежем обратно к нему домой для частного захоронения. Был похоронен у себя дома 10 января 2025 года.

## Личная жизнь

### Семья
В 1945 году Картер познакомился с Розалин Смит (1927—2023) (их семьи были уже знакомы до этого), 7 июля 1946 года они поженились. У них был самый продолжительный брак среди президентских пар — 77 лет и 135 дней. У семейной пары четверо детей:
- Джон Уильям «Джек» (род. 1947)
- Джеймс Эрл «Чип» (род. 1950)
- Доннел Джеффри «Джефф» (род. 1952)
- Эми Линн (род. 1967).

Впоследствии Картер утверждал, что самым большим его достижением стала женитьба на Розалин: «Это апофеоз моей жизни».
Супруга скончалась 19 ноября 2023 года в возрасте 96 лет от естественных причин.

### Состояние здоровья Картера
В августе 2015 года Картер в офисе своей организации «Центр Картера» в Атланте сообщил, что 3 августа ему была удалена меланома печени, но рак метастазировал и в другие части организма. 6 декабря 2015 года бывший президент заявил о своём полном выздоровлении. В последующие годы он неоднократно попадал в больницу из-за переломов, вызванных падениями.
1 октября 2018 года стал вторым, после Джорджа Буша-старшего, бывшим президентом США, достигшим возраста 94 года, а спустя ещё год — первым президентом, дожившим до 95 лет. Является одним из шести президентов Соединённых Штатов, достигших 90-летнего возраста (после Джона Адамса, Герберта Гувера, Рональда Рейгана, Джеральда Форда и Джорджа Буша — старшего). С 22 марта 2019 года являлся самым долгоживущим президентом США, превзойдя Джорджа Буша-старшего, прожившего 94 года 171 день. 1 октября 2024 года стал первым президентом в истории США, достигшим возраста 100 лет.
18 февраля 2023 года «Центр Картера» заявил, что Картер отказался от дальнейшего лечения. Впоследствии ему оказывали хосписную помощь.

### Религиозные взгляды
Картер родился в консервативной баптистской семье и всю жизнь церковь и христианская вера были одними из важнейших тем в его жизни, до 97 лет политик служил в церковной воскресной школе для детей, посещал воскресные службы. Картер был членом Южной баптистской конвенции, но в 2000 году покинул её из-за того, что он усматривает в организации дискриминацию по признаку пола. С 2000 года и до своей смерти Картер являлся прихожанином Первой баптистской церкви в городе Вашингтоне, которая относится к мейнстрим-протестантским союзам Американских баптистских церквей США.

## Награды

### Американские
За время воинской службы был награждён медалями «За Американскую кампанию», Победы во Второй мировой войне, «За службу в Китае», «За службу национальной обороне».
- Почётная медаль острова Эллис[187]
- Филадельфийская медаль Свободы (1990)[188]
- Медаль Гувера (1998)[189]
- Президентская медаль Свободы совместно с Розалин Картер (1999)[190]
- Премия «Грэмми» за лучший разговорный альбом[англ.] за 2006 год — «Наши ценности под угрозой: нравственный кризис Америки[англ.]» (2007)[191]
- Премия «Грэмми» за лучший разговорный альбом[англ.] за 2015 год — «Полноценная жизнь: размышления в 90[англ.]» (2016)[192]
- Премия «Грэмми» за лучший разговорный альбом за 2019 год — «Вера: путешествие для всех» (2019)[193]

### Иностранные
- Орден Нила с Большой цепью (Египет; 1979)[194][195][196]
- Орден Васко Нуньеса де Бальбоа степени кавалера Большого креста (Панама; 1995)[197][198]
- Гранд-офицер ордена Заслуг (Венгрия; 1996)
- Премия ООН в области прав человека[англ.] (ООН; 1998)[199]
- Нобелевская премия мира (Норвегия; 2002)[200]
- Орден Короны степени кавалера Большого креста (Бельгия; 2011)[201]
- Орден Мануэля Амадора Герреро степени кавалера Большого креста (Панама; 2011)[202][203][204]
- Орден Освободителя Сан-Мартина степени кавалера Большого креста (Аргентина; 2017)[205][206]. По некоторым данным, личное награждение президентом Аргентины Маурисио Макри во время визита в США было отложено по требованию президента США Дональда Трампа[207][208], однако Картер всё же принял награду[209][210]

## Память
- Имя Джимми Картера 11 октября 2009 года получил региональный аэропорт в 30 км от города Плейнс, где родился Картер[211].
- В честь Джимми Картера была названа подводная лодка проекта «Сивулф» USS Jimmy Carter (SSN-23).
- Песня группы Electric Six «Jimmy Carter» названа в честь Джимми Картера.
- Альбом Джея Манли Jimmy Carter Syndrome назван в честь Джимми Картера.
- Трек «President Carter» хип-хоп-исполнителя Лила Уэйна посвящён Джимми Картеру.
- Фидель Кастро высказывался в 2009 году: «Я натренирован десятью президентами Соединённых Штатов. Одного из них я очень уважаю — Картера. Некоторые из остальных давали от себя иногда лучшее и иногда худшее. Некоторые из них давали только худшее, потому что у них не было больше ничего предложить. За одиннадцатым я наблюдаю с осторожностью»[212].

## Сочинения
- А почему не самый достойный? = Why not the best? / Пер. с англ. — М. : Прогресс, 1977. — 140 с. — (Рассылается по спец. списку).
- Просеянная вечность = Always a reckoning. / Пер. [с англ.] Ф. Солянова, А. Николаевской. — М.: Декоратив. искусство — Диалог истории и культуры, 1995. — 149 с. : ил.